# Fritz Lehner

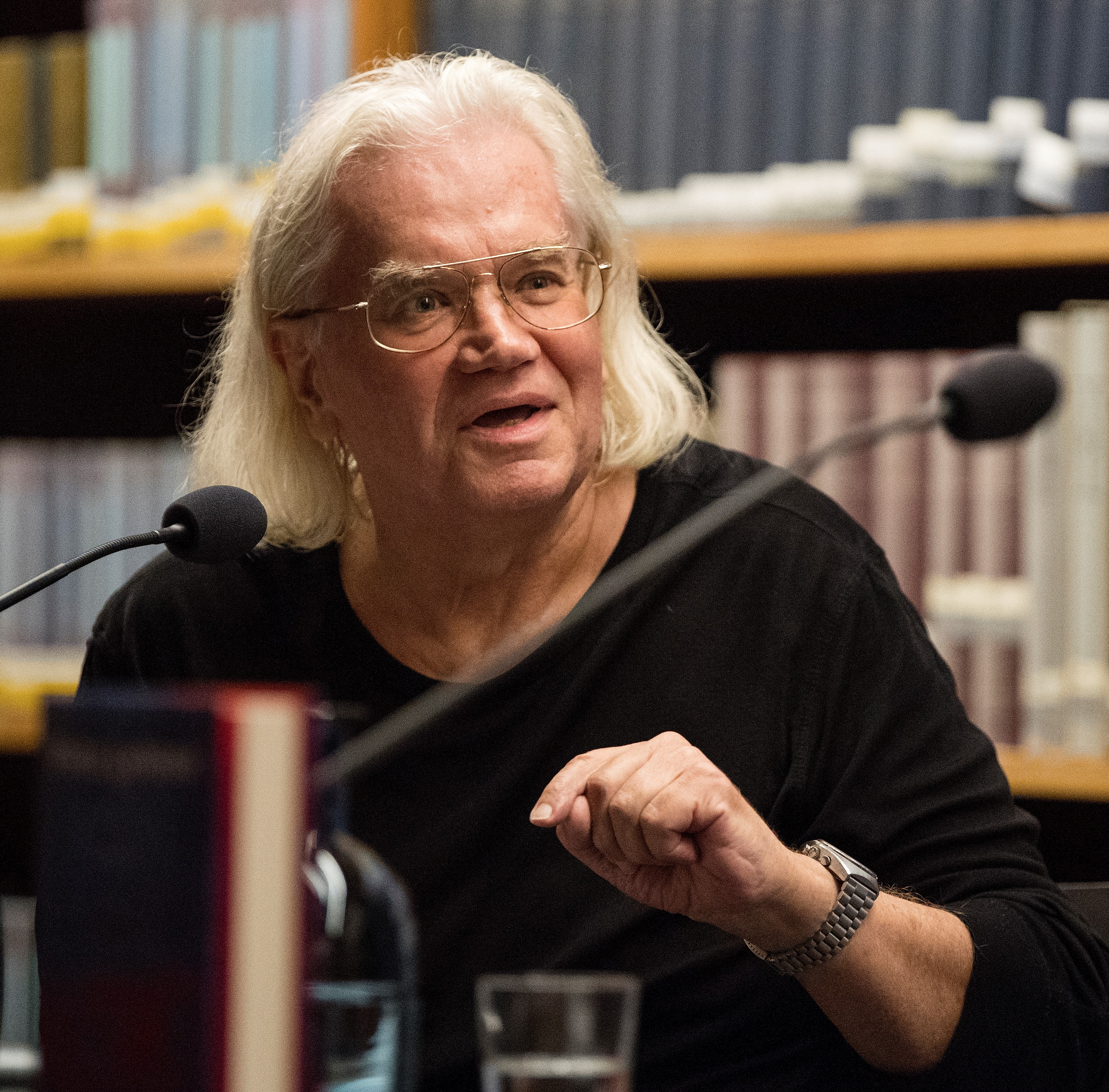
Foto von Fritz Lehner anlässlich des Leo-Perutz-Preises, 2018

Fritz Lehner (* 15. Mai 1948 in Freistadt, Oberösterreich) ist ein österreichischer Regisseur und Schriftsteller.

## Leben
Er absolvierte die Hochschule für Film und Fernsehen in Wien. Zu seinen bekanntesten Filmen zählen Das Dorf an der Grenze, Schöne Tage (1981, Buch und Regie), Mit meinen heißen Tränen (Buch und Regie) und Jedermanns Fest (Buch und Regie). Für seine Werke erhielt er u. a. den Österreichischen Volksbildungspreis (1979 und 1986), den Prix Italia (1982 und 1983), den Adolf-Grimme-Preis in Gold (1982 und 1986), den Landeskulturpreis Oberösterreich für Literatur (1992) und Film (1999), den Großen Diagonale-Preis (2002) und den Würdigungspreis der Stadt Freistadt beim Festival „Der neue Heimatfilm“ 2016. Im Jahr 2019 erhielt Fritz Lehner das Kulturehrenzeichen des Landes Oberösterreich in Gold.
Daneben betätigt sich Fritz Lehner literarisch. Sein erster Roman R erschien im Herbst 2003. 2005 folgte die Romantrilogie Hotel Metropol, eine auf Recherchen basierende literarische Darstellung der ehemaligen Gestapoleitzentrale am Wiener Morzinplatz. Im Roman Der Schneeflockenforscher setzt Lehner seiner Heimatstadt Freistadt ein Denkmal. 2011/12 veröffentlichte er Margolin, einen Multimedia-Roman in Fortsetzungen, für den er wöchentlich neue Texte und Filmclips produzierte. 2014 erschien der Kriminalroman Vor dem Angriff, 2016 der Thriller Seestadt, der in dem neu errichteten Wiener Stadtteil Seestadt spielt und auf der Shortlist für den Leo-Perutz-Preis 2016 stand; diesen Preis erhielt er dann 2018 für NITRO.

## Werke

### Bücher
- R. Seifert Verlag, Wien 2003, ISBN 3-902406-03-8.
- Hotel Metropol. Ankunft. Seifert Verlag, Wien 2005, ISBN 3-902406-19-4.
- Hotel Metropol. Tage und Nächte. Seifert Verlag, Wien 2005, ISBN 3-902406-23-2.
- Hotel Metropol. Abreise. Seifert Verlag, Wien 2006, ISBN 3-902406-27-5.
- Der Schneeflockenforscher. Seifert Verlag, Wien 2009, ISBN 978-3-902406-48-4.
- Margolin. Seifert Verlag, Wien 2012, ISBN 978-3-902406-72-9.
- Vor dem Angriff. Seifert Verlag, Wien 2015, ISBN 978-3-902924-29-2.
- Seestadt. Seifert Verlag, Wien 2016, ISBN 978-3-902924-55-1.
- Nitro. Seifert Verlag, Wien 2017, ISBN 978-3-902924-66-7.
- 13A. Seifert Verlag, Wien 2018, ISBN 978-3-902924-87-2.
- Dr. Angst. Seifert Verlag, Wien 2020, ISBN 978-3-904123-05-1.
- Ronny Rock. Seifert Verlag, Wien 2022, ISBN 978-3-904123-62-4.

### Drehbücher
- Nordpol für Kinospielfilm und 4-teiligen Fernsehfilm, 1987
- Frederick für Kinospielfilm und 3-teiligen Fernsehfilm, 1988/89/90
- Der Baum für Kinospielfilm und 3-teiligen Fernsehfilm, 1992

### Drehbücher und Filme
- Der große Horizont. Fernsehspielfilm nach einem Roman von Gerhard Roth, 1975. Buch und Regie
- Freistadt. Filmessay, 1976. Buch und Regie
- Sprachgestört. Fernsehspielfilm, Buch Franz Xaver Hofer, 1977. Regie
- Edwards Film. Fernsehspielfilm, 1977. Buch und Regie
- Der Jagdgast. Fernsehspielfilm, Buch Gernot Wolfgruber, 1978. Regie
- Das Dorf an der Grenze I. Teil. Fernsehspielfilm, Buch Thomas Pluch, 1978. Regie
- Schöne Tage. Fernsehspielfilm nach einem Roman von Franz Innerhofer, 1980. Buch und Regie
- Das Dorf an der Grenze II. Teil. Fernsehspielfilm, Buch Thomas Pluch, 1981. Regie
- Das Dorf an der Grenze III. Teil. Fernsehspielfilm, Buch Thomas Pluch, 1982. Regie
- Mit meinen heißen Tränen I.-III. Teil. Fernsehspielfilme, 1986. Buch und Regie
- Notturno. Kinoversion der Schubert-Trilogie, 1987. Buch und Regie
- Jedermanns Fest Kinofilm, 2000. Buch und Regie

## Auszeichnungen
- 1978 – Erich-Neuberg-Preis
- 1979 – Österreichischer Volksbildungspreis für Das Dorf an der Grenze
- 1982 – Prix Italia
- 1983 – Prix Italia
- 1983 – Fernsehfilmpreis der Deutschen Akademie der Darstellenden Künste für Schöne Tage
- 1983 – Adolf-Grimme-Preis mit Gold für Schöne Tage
- 1986 – Österreichischer Volksbildungspreis für Mit meinen heißen Tränen
- 1987 – Adolf-Grimme-Preis mit Gold für Mit meinen heißen Tränen (zusammen mit Gernot Roll und Udo Samel)
- 1992 – Kulturpreis des Landes Oberösterreich für Literatur
- 1999 – Kulturpreis des Landes Oberösterreich für Film
- 2002 – Großer Diagonale-Preis
- 2016 – Würdigungspreis der Stadt Freistadt beim Festival „Der neue Heimatfilm“
- 2018 – Leo-Perutz-Preis für NITRO[1]
- 2019 Kulturehrenzeichen des Landes Oberösterreich in Gold